# Élection présidentielle syrienne de 2014
L'élection présidentielle syrienne de 2014 a lieu le 3 juin 2014, exclusivement dans les zones sous le contrôle du régime, en période de guerre civile, afin de choisir le nouveau président de la République arabe syrienne. Elle reconduit le président Bachar el-Assad avec une très large majorité, les possibilités de candidatures ayant été fortement réduites, interdites notamment aux opposants en exil, et les électeurs étant surveillés par les services de renseignements,,.

## Contexte
L'élection a lieu alors que le gouvernement en place est en butte à une guerre civile depuis trois ans contre les rebelles armés qui veulent le renverser. Elle a fait plus de 150 000 morts et provoqué neuf millions de déplacés et de réfugiés.
La nouvelle constitution, adoptée à la suite du référendum constitutionnel de 2012, a modifié la procédure électorale à la présidence de l'État en remplaçant le référendum jusqu'alors en place par une élection avec plusieurs candidats. En conséquence, ceci fait de l'élection de 2014 la première élection où plusieurs candidats peuvent affronter le président en place.
Néanmoins, une loi adoptée début 2014 par le parlement syrien restreint les candidatures aux personnes ayant vécu en Syrie les dix années précédentes, empêchant dès lors les figures de l'opposition de se présenter.
Le 8 avril, le ministre syrien de l'Information, Omran Zoabi, annonce que les prétendants pourront soumettre leur candidature pendant les dix derniers jours d'avril. Zoabi insiste sur le fait que malgré la guerre civile en cours l'élection se tiendrait selon le calendrier prévu et qu'elle ne serait retardée pour aucune raison. Zoabi prétend également que l'« immense majorité » des Syriens souhaitent la réélection du président en place, Bachar el-Assad. Il précise également que les opérations militaires du gouvernement se poursuivraient malgré les élections.

## Système électoral
Le président syrien est élu au scrutin uninominal majoritaire à deux tours pour un mandat de sept ans renouvelable une seule fois. Est élu le candidat qui réunit au premier tour la majorité absolue du total des suffrages — y compris les votes blancs et nuls —. À défaut, les deux candidats arrivés en tête s'affrontent lors d'un second tour organisé deux semaines plus tard, et celui réunissant le plus de suffrages est déclaré élu,.
Seuls peuvent se présenter les candidats ayant le soutien d'au moins 35 des 250 députés de l'Assemblée du peuple. Tout candidat doit également être de religion musulmane, être né de nationalité syrienne de parents eux-mêmes syriens de naissance, ne pas avoir d'autres nationalité, être âgé d'au moins quarante ans, avoir vécu au moins dix ans en Syrie, et ne pas être marié à un étranger,.

## Organisation
Le scrutin n'est organisé que dans les zones contrôlées par le régime en place,. Début mars, le Parlement syrien a voté une loi qui exclut de facto une participation de l'opposition en exil à la prochaine présidentielle, ce qui ouvre la voie à la réélection de Bachar el-Assad dont le départ est la principale revendication de l'opposition.
Le président Assad « demande à l'ensemble des citoyens syriens de s'abstenir de tirer en l'air en signe de joie, quelle que soit l'occasion », et précise que « ceux qui souhaitent exprimer leur joie et leur soutien à tout candidat à la présidentielle doivent se comporter avec un sens de la responsabilité nationale et en se rendant aux urnes à la date fixée ». Il affirme également que « la Syrie va connaître les premières élections de son histoire moderne » mais l'opposition et l'Occident qualifient déjà cette élection de « farce », la réélection du leader en place étant selon eux courue d'avance.
Des bureaux de vote sont placés aux portes des ministères pour contraindre les gens à voter en arrivant ou en sortant de leur travail. Selon des observateurs et médias, le gouvernement transporte de force des fonctionnaires aux bureaux de vote de Damas.

## Candidats déclarés
Vingt-quatre personnalités ont déclaré être candidats à la présidence de la République arabe syrienne,. En particulier, le président sortant, Bachar el-Assad, a annoncé sa candidature le 28 avril 2014. C'est la première fois depuis un demi-siècle que plusieurs candidats sont autorisés à s'affronter pour diriger le pays. Sur les vingt-quatre personnes ayant déposé une demande de candidature, seules trois candidatures sont validées par le Haut Tribunal constitutionnel, qui décrit les autres comme non-conformes aux « critères constitutionnels et légaux ». Pour être candidat, il faut notamment avoir le soutien d'au moins 35 parlementaires, alors que l'opposition (interne au parti baassiste) compte 82 parlementaires sur un total de 250). Outre le président sortant, les deux candidatures autorisées sont les suivantes :
- Maher el-Hajjar, né en 1968, député sans étiquette, ancien membre du Parti communiste ;
- Hassan el-Nouri, homme d'affaires, chef de l'Initiative nationale pour l'administration et le changement[14].

Néanmoins ces deux candidats sont considérés comme de parfaits inconnus ayant surtout servi de faire-valoir au président en place,.

## Critiques
L'absence d'observateurs internationaux venant de pays autres que les alliés de Bachar el-Assad est dénoncée. Sofia Amara évoque une « farce démocratique ».
Selon des opposants syriens, et selon la spécialiste de la Syrie Diana Darke, l'élection n'est en réalité pas libre, et ne pas aller voter, ou voter pour un autre candidat qu'Assad est dangereux et peut valoir de disparaître ou de se faire tuer, car les services de renseignement surveillent les citoyens,. Des observateurs et médias rapportent que les électeurs sont intimidés par les forces de sécurité gouvernementales.
De nombreux syriens sont contraints d'aller voter pour Bachar el-Assad, sous la menace ou bien sous peine de sanction ou de représailles, en Syrie et également au Liban. Les détenus syriens et prisonniers politiques sont également forcés de voter : 

« En juin 2014, le jour des élections présidentielles, on nous a obligées à voter avec notre propre sang. Nous avons toutes obéi à l'exception d'une détenue politique d'Alep (...). Les geoliers l'ont punie (...). Elle a fini par sombrer dans le coma. »

L'utilisation d'électeurs fantômes, avec des copies de pièces d'identité de personnes n'ayant pas voté, pour gonfler le nombre de voix pour Bachar el-Assad, a également été rapportée par des opposants.
Selon Michel Kilo, « Cette élection, c'est un message du régime à la communauté internationale qui consiste à dire “Oubliez tout espoir de transition démocratique, la seule solution au conflit, c'est notre solution” » et résume la situation par une comparaison : « C'est comme si Hitler avait organisé une élection en 1944 ! »,.
Pour Laurent Fabius, « les Syriens – et encore, les Syriens uniquement dans les zones gouvernées par le régime – ont le choix entre Bachar et Bachar. (...) La réalité, c'est qu'on connaît déjà les résultats avant que ce ne soit commencé ».

## Résultats
|                          | Bachar el-Assad          | Parti Baas               | 10 319 723 | 88,70 |  |  |
|                          | Hassan el-Nouri          | INAC                     | 500 279    | 4,30  |  |  |
|                          | Maher el-Hajjar          | Indépendant              | 372 301    | 3,20  |  |  |
|                          | Votes blancs et nuls     | Votes blancs et nuls     | 442 108    | 3,80  |  |  |
|                          |                          |                          |            |       |  |  |
| Votes valides            | Votes valides            | Votes valides            | 11 192 303 | 96,20 |  |  |
| Votes blancs et nuls     | Votes blancs et nuls     | Votes blancs et nuls     | 442 108    | 3,80  |  |  |
| Total                    | Total                    | Total                    | 11 634 411 | 100   |  |  |
| Abstention               | Abstention               | Abstention               | 4 211 164  | 26,58 |  |  |
| Inscrits / participation | Inscrits / participation | Inscrits / participation | 15 845 575 | 73,42 |  |  |

## Analyses
Sans surprise, le président sortant Bachar el-Assad est réélu, avec 88,7 % du total des suffrages selon l'annonce le mercredi 4 juin du président du parlement, Mohammad Al-Laham. La participation a atteint 73,4 % selon la Cour constitutionnelle. Bachar el-Assad entame ainsi son troisième mandat à la tête de l'État syrien.

## Réactions internationales
Aussi bien en Syrie qu'à l'étranger, les opposants de Bachar el-Assad dénoncent une « farce ». Les pays occidentaux, l'Union européenne dénoncent un simulacre d'élection ,. Ils jugent qu'aucun scrutin digne de ce nom ne peut avoir lieu dans un pays en guerre dont des régions entières échappent aux autorités et qui compte des millions de déplacés. L'opposition déclare la réélection d'Assad illégitime.